# Strigocossus moderata
Strigocossus moderata is een vlinder uit de familie van de Houtboorders (Cossidae). De wetenschappelijke naam van deze soort werd voor het eerst gepubliceerd in 1856 door Francis Walker.
De soort komt voor in tropisch Afrika waaronder Sierra Leone, Ivoorkust, Kameroen, Gabon, Oeganda, Kenia, Burundi, Tanzania, Angola, Zambia, Malawi, Mozambique, Zimbabwe en Zuid-Afrika.
De rups leeft op soorten van de geslachten Cassia en Pterolobium (Fabaceae).